# Protaetia uhligi
Protaetia uhligi är en skalbaggsart som beskrevs av Arnaud 1987. Protaetia uhligi ingår i släktet Protaetia och familjen Cetoniidae. Inga underarter finns listade i Catalogue of Life.